# Bolhó
Bolhó is een plaats (község) en gemeente in het Hongaarse comitaat Somogy. Bolhó telt 820 inwoners (2001).